# 미니버 부인
《미니버 부인》(Mrs. Miniver)은 윌리엄 와일러 감독의 1942년 미국의 드라마 영화이다. 그리어 가슨, 월터 피전, 테레사 라이트가 출연하였다. 1937년 신문 컬럼 시리즈로 제작된 가공 인물로서의 잉글랜드의 주부에 기초를 두고 있는 이 영화는 작품상, 여우주연상, 여우조연상, 감독상을 포함하여 6개의 아카데미상을 받았다.

## 줄거리
케1 미니버는 런던 외곽의 가상의 마을 벨햄에서 편안한 삶을 살고 있다. 그녀의 헌신적인 남편 클렘은 건축가이다. 그들에게는 어린 토비와 주디, 그리고 옥스퍼드 대학교 학생인 장남 빈이라는 세 자녀가 있다.
제2차 세계 대전이 임박하자 빈은 대학에서 돌아와 인근 벨든 홀의 벨든 부인의 손녀인 캐롤 벨든을 만난다. 처음에는 의견 차이가 있었지만, 그들은 사랑에 빠진다. 전쟁이 집으로 다가오면서 빈은 영국 왕립 공군에 입대하여 전투기 조종사 자격을 얻는다. 그는 부모님 집 근처의 기지에 배치되어 집 위로 비행하며 엔진을 잠깐 "삐익" 울려 작전에서 무사히 돌아왔음을 부모님에게 알릴 수 있다. 빈은 집에서 가족들 앞에서 캐롤에게 청혼한다.
다른 보트 주인들과 함께 클렘은 자신의 모터보트인 스타링을 타고 됭케르크 철수 작전을 돕기 위해 자원한다. 어느 날 아침 일찍 케이는 착륙장으로 내려갔다가 정원에 숨어 있는 부상당한 독일 조종사를 발견한다. 그는 총을 겨누고 케이를 집으로 데려가는데, 케이는 그에게 음식을 주고, 그가 쓰러지자 침착하게 무장 해제시키고 경찰을 부른다. 얼마 후, 클렘은 됭케르크에서 지친 몸으로 집에 돌아온다.
벨든 부인은 케이를 찾아와 손녀가 겨우 18세이고 약혼 기간이 짧다는 이유로 캐롤이 빈과 결혼하는 것을 만류해달라고 설득하려 한다. 케이는 자신도 돌아가신 남편과 결혼했을 때 어렸다는 것을 상기시킨다. 벨든 부인은 패배를 인정한다. 캐롤은 빈이 전투 중에 사망할 가능성이 있다는 것을 두려워하면서도 빈과 결혼하여 또 다른 미니버 부인이 된다. 공습 중에 케이와 그녀의 가족은 정원에 있는 앤더슨 방공호에 피신하여 이상한 나라의 앨리스를 읽으며 폭격을 잊으려 한다. 폭탄이 집의 일부를 파괴하면서 그들은 간신히 살아남는다. 빈과 캐롤은 스코틀랜드 신혼여행에서 돌아와 집의 피해를 보지만, 케이는 그들을 위해 빈의 방을 마련해 두었다.
매년 열리는 마을 꽃 박람회에서 벨든 부인은 자신의 장미가 우승자라는 심사위원의 결정을 무시한다. 대신, 그녀는 지역 역장인 발라드 씨가 출품한 "미니버"라는 이름의 장미를 우승자로 발표하고, 자신의 벨든 장미는 2위를 차지한다. 공습 사이렌이 울리고 마을 사람들이 벨든 홀의 지하실로 피신하는 동안, 케이와 캐롤은 빈을 그의 비행대로 데려다준다. 집으로 돌아오는 길에 그들은 독일 ME-110이 공중전에서 패배하여 추락하는 것을 본다. 직후, 두 대의 전투기가 나무 꼭대기 높이에서 공중전을 벌인다. 비행기에서 발사된 기관총 사격으로 캐롤이 부상당했다는 것을 깨달은 케이는 그녀를 스타링으로 데려가지만, 그녀는 그곳에서 사망한다.
마을 사람들은 폭격으로 파괴된 교회에 모여 목사의 설교에서 그들의 결의를 확인한다.
영국 이 조용한 구석에 사는 우리는 우리에게 매우 소중한 친구들, 이 교회와 가까운 몇몇 친구들을 잃었습니다. 합창단원 조지 웨스트. 역장이자 종지기였던 제임스 발라드, 그리고 사망하기 불과 한 시간 전에 그의 아름다운 미니버 로즈로 벨든 컵의 자랑스러운 우승자가 된 그. 그리고 불과 2주 전에 이 제단에서 결혼한 어린 소녀의 잔혹한 손실을 공유하는 두 가족에게 우리의 마음은 깊은 동정을 표합니다. 우리 중 많은 이들의 집이 파괴되었고, 젊은이와 노인들의 생명이 빼앗겼습니다. 마음을 꿰뚫는 충격을 받지 않은 가구는 거의 없습니다. 그리고 왜? 여러분은 분명 이 질문을 스스로에게 했을 것입니다. 왜, 양심적으로, 이들이 고통받아야 합니까? 아이들, 노인들, 아름다움의 정점에 있는 어린 소녀? 왜 이들인가요? 이들이 우리의 병사들입니까? 이들이 우리의 전사들입니까? 왜 그들이 희생되어야 합니까?제가 이유를 말씀드리겠습니다. 왜냐하면 이것은 제복을 입은 병사들의 전쟁만이 아니기 때문입니다. 이것은 국민의 전쟁이며, 모든 국민의 전쟁입니다. 그리고 그것은 전장에서뿐만 아니라 도시와 마을에서, 공장과 농장에서, 자유를 사랑하는 모든 남성, 여성, 어린이의 집과 마음에서 싸워야 합니다. 우리는 죽은 자들을 묻었지만, 그들을 잊지 않을 것입니다. 대신, 그들은 우리 자신과 우리 후손들을 우리를 쓰러뜨리려 위협하는 폭정과 공포로부터 해방시키기 위한 깨지지 않는 결의로 우리를 고무시킬 것입니다. 이것은 국민의 전쟁입니다. 이것은 우리의 전쟁입니다. 우리가 전사들입니다. 그러니 싸우십시오! 우리 안에 있는 모든 것을 다해 싸우십시오! 그리고 하나님께서 옳은 것을 수호하시기를.

벨든 부인은 가족의 교회 좌석에 홀로 서 있다. 빈은 슬픔으로 하나가 되어 그녀 옆에 서고, 신도들은 "믿는 사람들은 주의 군사니"를 부른다. 한편, 지붕 구멍을 통해 보이는 영국 왕립 공군 전투기들은 "승리를 위한 V" 편대 대형으로 적을 맞서기 위해 출발한다.

## 출연
- 그리어 가슨 (Greer Garson) - 캐이 미니버 역
- 월터 피전 (Walter Pidgeon) - 클렘 미니버 역
- 테레사 라이트 - 캐롤 벨던 역
- 메이 휘티 - 레이디 벨던 역